# L'amore al tempo dei morti
L'amore al tempo dei morti (Born with the Dead) è un romanzo breve di fantascienza dello scrittore statunitense Robert Silverberg, vincitore del Premio Nebula per il miglior romanzo breve e del Premio Locus per la stessa categoria. È stato originariamente pubblicato in Italia con il titolo Nati con la morte.
Il romanzo tratta il rapporto tra le persone viventi e quelle risuscitate grazie a una nuova scoperta scientifica.

## Storia editoriale
Il romanzo è stato pubblicato per la prima volta nel numero di aprile 1974 della rivista The Magazine of Fantasy and Science Fiction; l'opera, nel 1975, ha vinto il Premio Nebula per il miglior romanzo breve, il Premio Locus per il miglior romanzo breve, è stata finalista al Premio Hugo per il miglior romanzo breve e al Premio Jupiter per la stessa categoria. Nel giugno del 1974 il romanzo è stato incluso nell'omonima raccolta (Born with the Dead) contenente altre due opere di Silverberg: il romanzo breve Thomas the Proclaimer (Thomas l'Araldo) e il racconto lungo Going (La partenza).
In Italia il romanzo è stato pubblicato una prima volta nel 1975 con il titolo Nati con la morte, nella raccolta Oltre il limite; successivamente, nel 2006, è stato ripubblicato nella raccolta L'amore al tempo dei morti con l'omonimo titolo.
Il romanzo ebbe un seguito, intitolato Quicken, scritto da Damien Broderick, pubblicato nel 2013 nella raccolta Beyond the Doors of Death.

## Trama
(Robert Silverberg, incipit de L'amore al tempo dei morti)
Nel 1993 una nuova tecnologia permette di riportare in vita i defunti; i redivivi vengono visti con sospetto dai vivi, anche a causa del fatto che, una volta resuscitati, il loro carattere risulta cambiato. I redivivi perdono interesse per la loro vecchia vita, per i loro precedenti sentimenti e le amicizie, creando gruppi tra di loro e vivendo principalmente in insediamenti preclusi ai vivi, le cosiddette "città fredde".
Sybille è una rediviva di trentaquattro anni di età, precedentemente sposata con Jorge Klein di trentotto anni. Il marito non accetta che la moglie non voglia più vederlo dal giorno della sua morte, avvenuta due anni e mezzo prima. Nonostante i consigli contrari dell'amico sociologo Framji Jijibhoi, che lo avverte che la moglie è ben diversa da quello che era prima della morte, e che lo consiglia di desistere dall'incontrarla, Klein la insegue per tutto il mondo senza successo. L'uomo viene a saper che la donna è in viaggio con un gruppo di compagni, anch'essi resuscitati, per Zanzibar e la precede con l'intenzione di avere con lei un chiarimento sui motivi per i quali ella non voglia più vederlo. Il viaggio a Zanzibar è la tappa di un percorso iniziatico per i redivivi, che comprende battute di caccia ad animali clonati precedentemente estinti e visite a necropoli. Klein viene allontanato da uno dei compagni di Sybille, Kent Zacharias, mentore della donna e suo amante, ma non abbandona il proposito di incontrare l'ex moglie. Venuto a sapere che Sybille risiede nella "città fredda" di Zion, con l'aiuto di un redivivo, conoscente di Jijibhoi, apprende alcune delle abitudini dei redivivi. Dopo aver assunto una droga che lo fa sembrare uno di loro, Klain si introduce nella città fredda. L'incontro con Sybille è un fallimento: Klain, durante il confronto, finge di essere morto e resuscitato ma non riesce a comprendere il motivo dell'allontanamento della donna che sostiene di essere stata cambiata dalla morte. Dopo il colloquio Klain deve lasciare la città fredda prima che la droga termini l'effetto. Ripensando a posteriori al recente colloquio, Klain capisce che la donna non ha creduto alla sua morte e, conscio di essere stato preso in giro, pianifica un nuovo incontro con Sybille.
In viaggio per Zanzibar, dove Sybille è nuovamente diretta, Klain viene intercettato durante uno scalo a Dar es Salaam da Antony Gracchus, un redivivo compagno di Sybille. L'uomo, conscio dell'impossibilità di dissuadere l'ex marito dall'incontrare ancora la moglie, ritenendo che l'interesse dei viventi nella vita dei defunti sia un'inopportuna ingerenza, poiché appartenenti a realtà troppo distanti, gli propone di suicidarsi e poi di farsi rianimare. Il processo lo renderà affine alla moglie e potrà finalmente riavvicinarsi alla donna. Klain rifiuta la proposta e si reca a Zanzibar. Nell'albergo viene avvicinato da Zacharias e da un altro compagno, Mortimer, che lo avvelenano uccidendolo. Subito dopo il corpo di Klain viene inviato in una vicina città fredda dove viene rianimato. Ora anche Klain è un redivivo ma dopo la metamorfosi, i suoi sentimenti sono cambiati, affetto dallo stesso distacco per la realtà che caratterizza i resuscitati. Klain incontra Sybille ma per lei non prova più sentimenti. I due si rincontreranno casualmente anni dopo, e trascorreranno alcuni giorni insieme per poi allontanarsi nuovamente.

## Personaggi
Sybille KleinTrentaquattrenne, morta anni prima e riportata in vita. Dopo essere resuscitata, abbandona la sua vecchia vita, senza apparente giustificazione.
Jorge KleinTrentottenne, storico, ex marito di Sybille, non si arrende al suo abbandono.
Framji Jijibhoisociologo di Bombay, amico di Jeorgr Klain, esperto della sottocultura dei redivivi.
Kent ZachariasMembro del gruppo di redivivi compagni di Sybille, suo mentore ed amante.
Nerita TracyMembro del gruppo di redivivi compagni di Sybille.
Antony GracchusMembro del gruppo di redivivi compagni di Sybille loro accompagnatore nelle rituali battute di caccia nelle riserve naturali.
Laurence MortimerMembro del gruppo di redivivi compagni di Sybille.

## Edizioni
- (EN) Robert Silverberg, Born with the Dead, in The Magazine of Fantasy and Science Fiction, n. 275, 1ª ed., Mercury Press, Inc., aprile 1974.
- (EN) Robert Silverberg, Born with the Dead, in Born with the Dead, Random House, giugno 1974, ISBN 978-0-394-48845-5.
- Robert Silverberg, Nati con la morte, in Oltre il limite, traduzione di Giampaolo Cossato e Sandro Sandrelli, SF Narrativa d'Anticipazione, n. 5, Milano, Editrice Nord, 1975.
- (FR) Robert Silverberg, Né avec les morts, in Fiction, n. 258, Parigi, OPTA, giugno 1975.
- (NL) Robert Silverberg, Opgewekt bij de doden, in Science fiction verhalen, traduzione di Annemarie Kindt e Pon Ruiter, Prisma, n. 1755, Utrecht, Het Spectrum, 1976, ISBN 978-90-274-0882-2.
- (DE) Robert Silverberg, Mit den Toten geboren, in Mit den Toten geboren, traduzione di Walter Brumm, Heyne Science Fiction & Fantasy, n. 3644, Monaco di Baviera, Heyne, 1979, ISBN 978-3-453-30557-1.
- (SR) Robert Silverberg, Rođen sa mrtvima, in Monolit, Science Fiction almanah, traduzione di Boban Knežević, Aleksandar B. Nedeljković e Miodrag Milovanović, Izdanje prevodilaca, Monolit, n. 1, aprile 1984.
- Robert Silverberg, Nati con la morte, in Oltre il limite, traduzione di Giampaolo Cossato e Sandro Sandrelli, Tascabili Fantascienz, n. 17.45, Milano, Editrice Nord, 1993.
- Robert Silverberg, L'amore al tempo dei morti, in L'amore al tempo dei morti, traduzione di Carla Vannuccini, Le strade, n. 111, Roma, Fazi, 2006, ISBN 9788881127740.
- (RO) Robert Silverberg, Născut printre morți, in Almanah 2009, Mediapress, Botoșani, gennaio 2009.